# بیورن رونگه
بیورن رونگه (سوئدی: Björn Runge؛ زادهٔ ۲۶ ژوئن ۱۹۶۱) کارگردان فیلم اهل سوئد است. از آثار او می‌توان به همسر (۲۰۱۸) اشاره کرد. او در سال ۱۹۹۳ برنده جایزه گلدباگن بهترین کارگردانی شده‌است و در همان سال یک فرشته آبی از جشنواره بین‌المللی فیلم برلین به دست آورده‌است.
از دیگر فیلم‌هایی که وی در آن‌ها نقش داشته است، می‌توان به هری و سونیا اشاره نمود.